# 大奥 (1968年のテレビドラマ)
『大奥』（おおおく）は、1968年に製作された連続時代劇テレビドラマ。会社創立10周年記念作品として関西テレビが東映とともに製作し、フジテレビ系列で1968年4月6日から1969年3月29日まで、毎週土曜22:30 - 23:25の時間帯で放送された。全52話。カラー放送。
物語は、江戸時代に将軍の妻たちが居住した江戸城の女の園「大奥」を舞台に、大奥の女性たちの人間模様と愛憎劇を通して徳川幕府の繁栄と落城の波乱万丈の物語を描く。

## 概要
東映の岡田茂プロデューサー（のちの同社社長）が企画・製作した1967年の映画『大奥㊙物語』から、エロ部分を薄めて、大奥での女たちの激しい権力争いを中心とした内容に変更しテレビドラマ化したもの。映画とテレビが連動したのも、これが最初といわれる。しかし関西テレビから「この㊙だけは困る。題名は㊙はやめて『大奥』だけにしてくれ」と言われ、タイトルは『大奥』と変更された。「大奥」とタイトルの冠されたテレビドラマは本作が初。しかしエッセンスの全ては映画『大奥㊙物語』に凝縮されていた。テレビドラマ『大奥』は初めて取り上げた「女性時代劇」であり、最高視聴率30％を突破する人気シリーズとなり、視聴者の大きな共感を得たことで、今に通じる『大奥』の世界観を作ったといわれる。

## 製作過程

### 製作まで
大川博社長（当時）の命で1964年、所長として東京撮影所から京都撮影所（以下、京撮）に帰還した岡田茂の最大のミッションが京撮の合理化であったが、時代劇の退潮とテレビの興隆を肌で感じていた岡田は、時代劇中心の京撮を抜本的に改革しなければ東映の将来はないと考え、それだけの人数を減らすにはテレビ部門を拡充、別会社にしてそこへ押し込むしかないという結論に達した。京撮の実権を握る岡田は、京撮で製作する映画は任侠映画のみとし、「東映京都テレビプロダクション」を設立して、時代劇の製作はテレビに移行させて、『新選組血風録』、『素浪人 月影兵庫』、『銭形平次』といったテレビ時代劇の大ヒット作を製作した。これらの実績により関西テレビから開局十周年企画番組を東映で、というオファーが舞い込んだ。かねてから親交のあった関西テレビ・芝田研三副社長と岡田の話し合いにより、岡田がプロデュースした1967年の映画『大奥㊙物語』のテレビシリーズ化が決定、京撮本体による製作が決定した。キャストは岡田が全部決めた。脚本の内容も岡田がかなりの部分を指示したという。当時関西テレビは、いい作品が一本もなく、いつもフジテレビにやられていた。本作の成功により、一時は途絶えていた京都撮影所でのテレビ制作が本格化し、その後『あゝ忠臣蔵』『長谷川伸シリーズ』『暴れん坊将軍』『影の軍団シリーズ』など、主として異色時代劇の分野を開拓していく。またここで築かれた東映＝関西テレビの信頼関係が、後に東映京都撮影所の時代劇復興の礎となっていった。

### カラー作品
当時関西テレビはまだカラー設備を持っていなかった。このため、あくまで局制作を主張する意見と、たとえ外注でもカラー作品を優先しようという考えが対立した。そんな折、たまたま女子社員の一人が『大奥㊙物語』を観て、「大奥もの」ならカラフルだし、女性ファンを掴めるのではという意見が出され、これを受け京撮で京撮のスタッフによって制作される事が決定した。

### 制作費など
関西テレビ開局10周年として力が入り、当時のトップどころの女優たちが毎回、一着200万から300万円もする衣装で登場。セットも豪華に組まれた。大奥の女たちを艶やかに着飾らせる衣装や小道具は、東映の時代劇黄金期に作られたものを使い回すことで予算を圧縮させたというがそれでも制作費だけで当時としては破格の1回1000万円かかったといわれる。15年後に制作した1983年の『大奥』では、この2～3倍の制作費をかけた。

### 反響
土曜22:30 - 23:25という遅い時間帯の放映で、当時は珍しかったカラー放送だったが、すぐに視聴率20％をとった。半年の予定だったが、暫くして関西テレビサイドから、東映に一年延ばしてくれと要請があった。当時テレビ局はまだ時代劇製作のノウハウをほとんど持っていなかったため、本作のプロデューサー・三村敬三は、構成や脚本、キャスティングなど、大部分東映主導と話している。京撮で撮影が始まった当初は、テレビ映画への偏見や「大奥もの」のエロイメージがあって女優側に拒否反応があったが、大ヒットドラマになって軌道に乗ると「大奥に出なければ女優じゃない」といった空気となり、逆に女優から売り込んでくるようになったという。

## キャスト

### 大奥・徳川家
- 春日局（家光乳母・大奥総取締）：三益愛子
- お蘭のちお楽の方（家光側室・家綱生母）：橘ますみ
- お万の方（家光側室・大奥総取締大上臈）：桜町弘子
- 桂昌院（家光側室お玉の方・綱吉生母）：伊藤榮子→月丘夢路
- 徳川家康：中村竹弥
- 徳川家光：中山仁
- 浅宮顕子（家綱正室）：藤純子
- 徳川家綱：香川秀人→津川雅彦
- 矢島局（家綱の乳母）：木暮実千代
- 天寿院（家光未亡人・本理院）：加藤治子
- 姉小路局（顕子付きの上臈、顕子の実姉という設定）：大塚道子
- 飛鳥井局（顕子付きの上臈御年寄）：八木昌子
- 信子（綱吉正室）：藤田佳子
- お伝の方（綱吉側室、徳松と鶴姫の生母）：中村玉緒
- 右衛門佐（上臈御年寄・綱吉の側室という設定）：若柳菊
- 北の丸（綱吉側室・大典侍局）：三浦布美子
- 竹姫（北の丸の養女）：野添ひとみ
- 徳川綱吉：高橋昌也
- 徳川光圀（水戸藩主）：矢奈木邦二郎→佐々木孝丸
- お保良の方（家宣生母）：大内洵子
- 近衛熙子（家宣正室）：高野通子
- 左京の方・月光院（家宣側室、家継生母）：高峰三枝子
- 江島（大奥中年寄、月光院の妹・初音という設定）：有馬稲子
- 宮路（大奥御年寄）：桃山みつる
- 徳川家宣：大村文武
- 福松（のちの七代将軍家継・鍋松）：松葉寛祐
- 鶴姫（綱吉息女、紀伊綱教正室）：武原英子
- おすめの方：富永美沙子（家宣側室）※お須免の方（新典侍）
- おちかの方：石川阿弥子（家宣側室）※お古牟の方（右近の方）
- 理子の方（吉宗正室）：吉行和子
- 浄圓院（吉宗生母）：小夜福子
- 徳川吉宗：松方弘樹
- 徳川継友（尾張藩主）：榊原大介
- 徳川綱條（水戸藩主）：志摩靖彦
- 徳川綱教（紀伊藩主）：近藤正臣
- 比宮増子（家重正室）：佐々木愛
- 徳川家重：川口浩
- お知保の方（家治側室・家基生母）：小畠絹子
- 徳川家治：小林芳宏（世継ぎ時代）
- 徳川家基（家治継嗣）：太田博之
- 広大院（家斉正室）：伊吹友木子
- 徳川家斉：西村晃
- お美代の方：稲垣美穂子（家斉側室）
- お波奈の方：市川和子（同）
- お蝶の方：三原葉子（同）
- お楽の方：富永美沙子（同・家慶生母）
- 姉小路（家慶上臈御年寄）：河原崎しづ江
- 徳川家慶：松内紀夫→池部良
- お琴（家慶側室）：南田洋子（秋月院）
- お美津の方：新井茂子（家慶側室、家定生母）
- 敬子・天璋院（家定正室）：三田佳子→北城真記子
- 徳川家定：早川保
- 任子の方：崎山春要
- 歌橋：古林泉
- 和宮（家茂正室）：美空ひばり
- 徳川家茂：石坂浩二
- 庭田嗣子：寺島信子※役名は常磐井
- 徳川斉昭（水戸藩主）：田村八十助
- 松平慶永（福井藩主）：森源太郎
- 美賀子（慶喜正室）：谷口香
- 徳川慶喜：天知茂

### 幕閣・諸大名・関係者
- 天海：柳永二郎
- 松平信綱：中村錦司
- 酒井忠清：内田朝雄
- 堀田正俊：有川正治
- 柳沢吉保：木村功→若山富三郎
- 染子（柳沢吉保側室）：宮園純子
- 柳沢吉里：青山隆一
- 牧野成貞：織本順吉
- 阿久里（牧野成貞正室）：小山明子
- 安子（牧野成貞の娘）：磯野洋子
- 間部詮房：内田稔
- 浅野内匠頭：坂口祐三郎
- 吉良上野介：千利介
- 村松三太夫（赤穂浪士）：里見浩太朗
- 堀田将監（お伝の父）：安部徹
- 隆光：夏目俊二→南原宏治
- 生島新五郎：田村高廣
- 日啓：藤岡重慶（お美代の実父）
- 中野石翁：徳大寺伸（お美代の養父）
- 阿部伊勢守：江見俊太郎（寺社奉行）
- 伏見宮貞清親王：香川良介（浅宮顕子の父）
- 奥山交竹院：徳大寺伸（大奥御殿医）
- 島津継豊（竹姫の夫）：入江慎也
- 松平乗邑：小栗一也
- 大岡忠相：安井昌二
- 田沼意次：河津清三郎
- 田沼意知：杉田康
- 松平定信：穂高稔
- 水野忠邦：竜崎一郎→御木本伸介
- 遠山金四郎：沢本忠雄
- 井伊直弼：高田浩吉
- お浦の方（直弼正室）：三宅邦子
- 島津斉彬：関根永二郎
- 松平容保：疋田圀男
- 勝安房守：夏目俊二
- 西郷吉之助：鈴木金哉
- 小栗上野介：芦田鉄雄
- 榎本武揚：波多野博
- 孝明天皇：山内明
- 安藤信正（対馬守）：根上淳
- 矢島治太夫（矢島局の夫）：河野秋武
- 矢島彦太夫（治太夫の父）：宇佐美淳也
- 市川團十郎（２代目）：花柳喜章
- 山村長太夫（５代目）：明石潮
- 栂屋善六：加賀邦男
- 板倉勝静：中山昭二

### その他の架空人物
- 浦路：森光子 （大老井伊直弼の乳兄妹という設定。大老の要請で家茂大奥御年寄。遺言により和宮降嫁の為京都禁裏へ上がる役）
- 柳川：加賀まりこ（慶喜の御台所付き御中臈。大奥の最後を見届け、ピストルで自害する）
- 松島（雪絵）：扇千景（家継乳母、大奥版「伽羅先代萩」の政岡役）
- 右京局：野川由美子（家重正室増子付きの上臈御年寄。本名は小笠原律子）
- 奈美：左幸子 （家重時代の若君家治の性教育係・御内証の方）
- 浦路：久保菜穂子（お知保の方付き局、後お末に降格。大奥版「忠臣蔵」の主役）
- おゆき：緑魔子 （家慶上臈姉小路の部屋子、のちに遠山金四郎の妻）
- 桂：村松英子（家継時代、御台所不在のため京より迎えられた上臈御年寄、宰相典侍という設定）
- 藤尾：加藤博子（上臈・桂に可愛がられる御中臈）
- 佐山：小林トシ子（上臈・桂のお付き局）
- 琴：松山容子 （綱吉大奥御客会釈、のち御台所付き中臈。赤穂藩出身。村松三太夫の恋人）
- 磯乃：高森和子 （家斉の娘・清姫の乳母。大奥版「重の井子別れ」の重の井役）
- 重野：沢村貞子 （家光側室お万の方付き老女）
- 梅の井：三島ゆり子（春日局付き御中臈）
- 尾上：瞳麗子（矢島局付き奥女中）
- 浮橋：荒木雅子 （家継御年寄、仕置き部屋で折檻する敵役）
- 滝川：細川ちか子（家宣御年寄、御台所らをいびる役。世継ぎ暗殺を謀る。大奥版「先代萩」の八汐役）
- かえで：三原有美子（左京の方付き御中臈）
- 三重：岩本多代（松島の侍女、松島とともにお世継ぎ福松（鍋松）を守る役）
- 智照尼：坪内美詠子
- かな：柴田美保子（松島派の奥女中）
- 浪路：国景子（滝川派の奥女中）
- 縫：亀井光代（生島新五郎を慕う町娘、江島と生島の密会を奉行所に訴える）
- 村松：日高澄子（家重筆頭御年寄、取締役）
- おるりの方：宇治みさ子（家重側室、御年寄村松の姪という設定）
- 藤岡：浪花千栄子（家治御年寄、大奥版「忠臣蔵」の吉良上野介役。岩藤風）
- 岡野：荒木道子（家定筆頭御年寄、大奥版「レベッカ」のダンヴァース夫人役。家定最初の正室任子付きの老女）
- 歌川：水戸光子 （家慶筆頭御年寄）
- 万里小路：萬代峰子 （綱吉御台所信子付き上臈御年寄）
- お糸：葉山葉子（綱吉大奥女中）
- お島：青柳美枝子（矢島局の娘）
- 結城島之助：寺田農（家綱の小姓、お島の許婚）
- 狩野正之（京の絵師、顕子の初恋の相手）：仲谷昇
- 狩野妙（正之の妹、のち家綱の側室）：御影京子
- お蘭（お楽の方）の父：市村俊幸
- 亀岡：村田知栄子（家継大奥御年寄）
- 瀬山：中村芳子（吉宗大奥御年寄）
- 津島：福田公子（吉宗大奥御年寄）
- 貞珠院：市川翠扇（吉宗大奥の権力者。６代家宣側室という設定。一の側一の局に住む実力者。天一坊事件を企む。）
- 甚内：石山健二郎（御浜御殿の番人）
- 志乃：渡辺弥生（御浜御殿の女中、甚内の孫娘）
- 西尾 ：萬代峰子 （幕末大奥の筆頭御年寄、取締役）
- ゆき：磯村みどり （家重大奥女中）
- 小雪：左時枝（吉宗の世継ぎ長福丸の乳母）
- 伏見宮瞭子：鈴木光枝（家重正室増子女王の母）
- 小笠原正利：河原崎健三（右京局の弟・蘭方医学者）
- 梶山：東恵美子（家重御年寄、奈美に若君性教育係を命ずる役）
- お喜久の方：野口ふみえ（家斉の側室、清姫の生母）
- 佐野：月丘千秋（お美代の方付き老女）
- 捨吉：雷門ケン坊（馬子、磯乃が生き別れた実子役）
- 森永小次郎（江島を裁く役人）：夏八木勲
- 筒井順斉：二代目尾上九朗右衛門（昌平坂学問所の学者）
- 田崎玄右衛門：金子信雄
- 成島道筑：千秋実
- 立野：原泉 （滝川の姉。先代綱吉の御中臈だった老婆役）
- 水之江：三条美紀（家慶付き御年寄、取締役）
- 恵心 ：三島ゆり子（比丘尼御殿・桜田御用屋敷の尼）
- 安徳院：香月京子（家慶の元側室）
- お袖：長内美那子 （吉宗の紀州時代の頃の愛人、天一坊の生母という設定）
- ゆき：吉田日出子 （家茂時代の御年寄・浦路の息子久之助の婚約者）
- 里江：中山千夏 （家重の御台所増子付き中臈）
- くら：若水ヤエ子（家継大奥女中・お末）
- ゆう：中原早苗（家継大奥女中・お末）
- とり：桜井浩子（家継大奥女中・お末）
- くめ：磯部玉枝（家継大奥女中・お末）
- せき：西尾三枝子（同）
- そめ：茅島成美（家継大奥女中、江島の部屋子）
- おかね：赤木春恵（環の母）
- 弥兵衛：十朱久雄（環の父）
- 八重：花園ひろみ（家光大奥女中・お万の方付き御中臈、お蘭をいびる役）
- お鶴：小桜京子（家光大奥女中・お末）
- お美濃：東山明美（家光大奥女中・お末）
- 滝山：丹阿弥谷津子（春日局付き老女、お蘭の後見役）
- 九重：白木万理（当時は、白木マリ。お知保の方付き女中、裏切り者）
- 千絵：城野ゆき（お知保の方付き奥女中）
- 環：清水まゆみ（お知保の方付き奥女中）
- まつえ：大川栄子（お喜久の方付き奥女中）
- 深草：清川玉枝（家斉時代の御年寄）
- 吉山：利根はる恵（お蝶の方付き奥女中）
- 吉野：仁木多鶴子（姉小路付き中臈）
- 千草：高毬子（姉小路付き中臈）
- 文蔵：美川陽一郎（おゆきの父）
- おかね：市川寿美礼（おゆきの母）
- 芳野：伊藤幸子（藤岡付き奥女中）
- 瀬川：南風夕子（同）
- 堀田紫：山田桂子（お伝の方の母）
- 堀田権九郎：菅貫太郎（お伝の方の兄）
- りく：弓恵子（家慶時代のお末・お琴の同輩）
- たい：高橋とよ（家慶時代のお末頭）
- 水無瀬：浅茅しのぶ（家定第二の正室秀子付き上臈、のち第三の正室敬子付き）
- 久之助：近藤正臣（家茂時代の御年寄・浦路の息子）
- お坊主：北林谷栄 （家光大奥の御坊主）
- お玉の母：清川虹子（家光側室お玉の母。実在の人物）
- 天川：三田登喜子（天璋院付き中臈）
- 田辺朝右衛門：伊沢一郎（家茂時代、ゆきの実父）
- 日順：林真一郎（感応寺の僧侶）
- 日詮：村井国夫（感応寺の悪僧）
- 中山小平次：小池朝雄（お琴の方の元夫）
- 中山喜一：小林勝彦（小平次の弟）
- 順庵：東郷晴子（桜田御用屋敷の比丘尼頭）
- さよ：姫ゆり子（昌平坂学問所に勤めるお袖の朋輩、吉宗ご落胤吉胤の養母）
- 三次：平田守（さよの夫）
- 近藤数馬：河原崎長一郎（幕末の幕臣）
- 菊絵：高田美和（慶喜時代の御台所附き中臈・数馬の恋人）
- 竹生越前守（大目付）：東千代之介
- 和宮附き御中臈：小倉康子
- 美濃屋：天草四郎
- 怨霊・語り手：岸田今日子 （最終回、幕府瓦解後の大奥に登場）

## 各回の詳細
第1話「家光が見染めた娘」、第2話「女の嫉妬は怖い」、第3話「命をちゞめる呪いの人形」、第4話「わが子と呼べたお楽の方」
●主な出演者：橘ますみ、中山仁、三益愛子、木暮実千代、中村竹弥、桜町弘子、沢村貞子、丹阿弥谷津子、清川虹子
第5話「緋牡丹の佳人」、第6話「恐ろしきたくらみ」、第7話「花散りぬ」
●主な出演者：藤純子、津川雅彦、木暮実千代、加藤治子、寺田農、仲谷昇、大塚道子、内田朝雄、御影京子、月丘夢路
第8話「愛妾お伝の方」、第9話「子別れの唄」、第10話「鼓の音哀し」
●主な出演者：中村玉緒、月丘夢路、高橋昌也、小山明子、木村功、藤田佳子、若柳菊、南原宏治、織本順吉、磯野洋子
第11話「犬将軍とお端女中」、第12話「元禄雪の十四日」、第13話「開かずの間悲話」
●主な出演者：松山容子、里見浩太郎、宮園純子、月丘夢路、高橋昌也、若山富三郎、三浦布美子、葉山葉子、武原英子
第14話「幼君暗殺」、第15話「生きていた悪霊」、第16話「母と子」
●主な出演者：扇千景、高峰三枝子、村井国夫、細川ちか子、岩本多代、三原有美子、柴田美保子、原泉、国景子
第17話「江島と生島」、第18話「密通」、第19話「裁きの庭」
●主な出演者：有馬稲子、高峰三枝子、田村高廣、花柳喜章、亀井光代、桃山みつる、夏八木勲、荒木雅子、内田稔
第20話「血を呼ぶ小太鼓」、第21話「呪われた肌」
●主な出演者：村松英子、村田知栄子、小林トシ子、中原早苗、桜井浩子、西尾三枝子、若水ヤエ子、磯部玉枝、加藤博子
第22話「若き吉宗の恋」 第23話「忘れじの歌声」、第24話「美女追放」、第25話「竹姫哀話」、第26話「愛のかたみ」
●主な出演者：松方弘樹、吉行和子、長内美那子、野添ひとみ、市川翠扇、金子信雄、安井昌二、小夜福子、左時枝
第27話「上様乱心」、第28話「美しき献身」、第29話「わが恋許すまじ」
●主な出演者：野川由美子、川口浩、佐々木愛、中村梅之助、中山千夏、日高澄子、宇治みさ子、河原崎健三、鈴木光枝
第30話「お世継ぎ性教育」、第31話「初めての朝」
●主な出演者：左幸子、小林芳弘、東恵美子、磯村みどり、千秋実、石山健二郎、見明凡太郎、藤代佳子、野々村潔
第32話「刃傷お鈴廊下」、第33話「鮮血の誓い」、第34話「仇討ち神田祭」
●主な出演者：久保菜穂子、小畠絹子、浪花千栄子、河津清三郎、白木マリ、清水まゆみ、赤木春恵、十朱久雄、太田博之
第35話「十八番目の側室」、第36話「涙の馬子唄」
●主な出演者：高森和子、西村晃、野口ふみえ、東千代之介、三原葉子、利根はる恵、大川栄子、雷門ケン坊、桑山正一
第37話「美女と悪僧」、第38話「野望と愛欲」、第39話「感応寺事件」
●主な出演者：稲垣美穂子、西村晃、村井国夫、月丘千秋、市川和子、藤岡重慶、林真一郎、富永美沙子、江見俊太郎
第40話「陽気な新参者」、第41話「おゆきの初手柄」、第42話「江戸っ娘繁盛記」
●主な出演者：緑魔子、池部良、河原崎しづ江、水戸光子、沢本忠雄、佐々木功、御木本伸介、新井茂子、美木陽一郎
第43話「お琴あわれ」、第44話「比丘尼の館」
●主な出演者：南田洋子、池部良、三條美紀、三島ゆり子、小池朝雄、弓恵子、東郷晴子、高橋とよ、小林勝彦
第45話「第三の正室」、第46話「疑惑の局」
●主な出演者：三田佳子、早川保、荒木道子、浅茅しのぶ、崎山陽要
第47話「大老の遺書」、第48話「嵐に立つ花」、第49話「和宮降嫁」
●主な出演者：森光子、美空ひばり、石坂浩二、高田浩吉、根上淳、三宅邦子、北条真記子、近藤正臣、吉田日出子、山内明
第50話「最後の将軍とその妻」、第51話「幕末の恋人たち」、第52話「華麗なる終焉」
● 主な出演者：加賀まりこ、天知茂、高田美和、河原崎長一郎、谷口香、萬代峰子、中山昭二、天草四郎、岸田今日子

## スタッフ
- 企画：芝田研三、岡田茂
- プロデューサー：加藤哲夫、翁長孝雄、三村敬三
- 脚本：高岩肇、西沢裕子、高久進、宮川一郎他[1]
- 音楽：渡辺岳夫
- 監督：倉田準二、中島貞夫、山内鉄也、佐々木康他[1]
- 制作：関西テレビ放送、東映株式会社

## ビデオソフト化・再放送
- 同番組の終了後、FNS系列局各局や独立UHF局といったあらゆる放送局及びCSのチャンネルで再放送が行われた。また、1973年から1974年頃にかけては、TBSテレビにて土曜日朝9時から再放送される事もあった。
- 近年では東映チャンネル、時代劇専門チャンネルでも再放送が行われている。
- 一般家庭にビデオが普及する前の1981年頃、東映芸能ビデオから話数不明の1話分を収録したビデオが4万円で発売されていたことがある[27]。本作の映像ソフトはこれが唯一となっており、現在まで一切再発売やDVD化・BD化は行われていない。

## ネット配信
- 2024年1月1日より、東映時代劇YouTubeで第1話と第2話が常時無料配信されている他、2025年2月には同月限定で第3話と第4話が無料で配信された。